# Sphaeromopsis sei
Sphaeromopsis sei is een pissebed uit de familie Sphaeromatidae. De wetenschappelijke naam van de soort is voor het eerst geldig gepubliceerd in 2002 door Storey.